# Castelu
Castelu község Constanța megyében, Dobrudzsában, Romániában. A hozzá tartozó település Nisipari.

## Fekvése
A település az ország délkeleti részén található, Konstancától harmincegy kilométerre északnyugatra, a legközelebbi várostól, Medgidiától nyolc kilométerre, keletre.

## Története
Régi török neve Köstel, románul Chiostel.

## Lakossága
A nemzetiségi megoszlás a következő:
| 2002      | 2002 | 2002   |
| --------- | ---- | ------ |
| Románok   | 7000 | 88,69% |
| Törökök   | 626  | 7,93%  |
| Tatárok   | 216  | 2,73%  |
| Romák     | 47   | 0,59%  |
| Lipovánok | 1    | 0,01%  |
| Szlovákok | 1    | 0,01%  |
| Németek   | 1    | 0,01%  |
| Összesen  | 7892 | 100,0% |